# Касандрија
Касандрија (грч. Κασσάνδρεια), познат и као Касандра, град и седиште општине Касандра, на полуострву Халкидики у Грчкој. Налази се у срцу региона на око 94 km од Солуна и нема излаза на море. До 1870. године у овом граду је била Митрополија која је пресељена у већи Полигирос. У Касандрији постоје остаци старогрчких храмова и традиционалне грчке куће.

## Карактеристике
Поред тога што је административни центар општине Касандра, у коме се остварује локална самоуправа у округу Халкидики, Касандрија је и интелектуални, комерцијални, пољопривредни центар регије.
Добра организација на свим нивоима образовања и у култури града, карактерише се и постојањем Општинског конзерваторијума, Општинске филхармонија и плесне групе, чије активности кулминирају на Фестивалу Касандра, који се организују сваке године на отвореном Ппозориште Сивирија, што је од града створило духовни центар регије.

## Имена града
Од 316. године п. н. е. име града на строгрчком језику било је Κασσάνδρεια, по македонском краљу Касандру, који га је назвао својим именом.
Град је од 1955—1964. године носио име Валта (грч. Βάλτα),
Од 1964 година град носи име Касандрија (грч. Κασσάνδρα).

## Историја
Иако се у писаним документика Касандрија први пут појављује као насеље изграђен на превлаци Касандре у 16. веку и носи име краља Касандра (грч. Κάσσανδρος; око 350. п. н. е. — 297. п. н. е.) најстаријег сина Антипатера Македонског, који је био краљ Македоније (305. п. н. е. — 297. п. н. е. ), њена историја сеже до далеке 600. године п, н.е.
На ширем простору Касандрије прво је настала античка Потидеја око 600  п. н. е. у гребену Палин, чији је, патрон према имену града био Посеидон. У току ратног похода Ксерксеса против Грчке 480. п. н. е. град је поражен после дуже опсаде. Годину дана касније, грађани Палина су се организовали и успешно бранили од опсаде Атавазе. У том периоду Палин је био једини град у Македонији, који је заједно са другим грчким градовима учествовао у бици на Платеји.
Година 349—348. п. н. е. град прати судбина других градова на Халкидикију који су укључени у састав македонско царство. После око 40 година, опустели град 316. године п. н. е. Касандар гради на месту Потидеје нови град, коме даје своје име Касандрија. Чињеница да је Касандрију назвао по себи, сугерише да је он можда намеравао да буде његов главни град, а да каналу који је пресекао полуострво у овом тренутку био ископан у његово време, буде важан чинилац за развије његових поморских снага користећи га као базу са две луке на источној и западној страни полуострва Касандра.
У периоду који је потом следио, по окупације Македоније од стране Римљана (168. године п. н. е), они су град прво срушили. Потом су Римљани Касандрију развијала неколико векова у један од најмоћнијих градова у новооснованој римској колонији Касандрија (лат. Colonia Iulia Augusta Cassandrensis) у Македонији. Највероватније је током овог периода направљен канал Потидеја, који је олакшао пловидбу, дајући подстицај трговини и економском развоју.
Крај развоја града, прекинула је најезда Хуна који су окупирала Македонију 540. године. Упркос свим каснијим покушајима Јустинијана да обнови град, он је стално доживљавао нова разарања. Градску тврђаву, важну за сигурност читавог полуострва, обновили су 1407. године Јоанис Палеологос, а касније и Венецијанци.
Разарање града наставиле су Османлије све до до његовог освајања од Османског царства 1430. године. Током османске доминације, Касандрија је била једно од дванаест села на полуострву, коме је Газанпур Ага, понудио велике пореске олакшице.
Устанком из 1821. године, устаници су заузели и обновили град, и поново користили нови канал Потидеја отворен за пловидбу током овог периода. Побуњеници са Халкидикија, који су се снажно супротстављали уништењу Касандре, погубљени су у холокаусту, чија се годишњица обележава великом церемонијом сваког 14. новембра у години. После холокауста у Касандрији 1821. године, град привлачи многе становнике и развија се у динамики центар, у коме је 1878 године живело 960 грка,
На крају Балканских ратаова, Касандрија је ушла у састав Грчке. По попису из од 1913. година у њој је било евидентирано 1.600 становника, а након пописа из 1920. 1.469.
Као што се може сагледати из историје Касандрије, он је као град увек имао водећу улогу у овом делу Грчке, што због стратешког положаја, што због чињенице да је годинама у њему било главно седиште вице гувернера и седиште Митрополије.

## Географија
Касандрија се налази на најужем северном делу превлаке на првом „прсту” Халкидикија — Касандри, која повезује Солунски и Торонски залив у Егејском мору.
Удаљена је 94 km југоисточно од Солуна и 50 km од аеродрома Солун Македонија. Нема излаза на море.

### Клима
Клима је изразито средоземна, са сувим, сунчаним, дугим и топла лета и благим зимама са обилним падавинама било ког типа (најчешће кишом).
Током лета и дању и ноћу је топло, мада је приметна појава ветровитих дана, када се бележе температуре испод просека за то доба године. Таквих дана током летњих месеци најчешће нема много.
Када је зима у питању, падавине су најчешће у виду кише, које углавном не трају дуго. Понекад се догоди да падне и снег, који се у већини случајева дуго не задржава.
| Месец     | Просечна температура (°C) | Минимална температура (°C) | Максимална температура (°C) | Просечна влажност (%) | Просек падавина (mm) | Мин. просек падавина (mm) | Макс. просек падавина (mm) |
| --------- | ------------------------- | -------------------------- | --------------------------- | --------------------- | -------------------- | ------------------------- | -------------------------- |
| Јануар    | 5                         | -14                        | 20.8                        | 76.3                  | 36.9                 | 0                         | 99.6                       |
| Фебруар   | 6.7                       | -12.8                      | 22                          | 73.6                  | 40.3                 | 0.3                       | 167.2                      |
| Март      | 9.6                       | -7.2                       | 25.8                        | 73                    | 45.7                 | 4.7                       | 95.1                       |
| Април     | 14.2                      | -1.2                       | 31.2                        | 68.5                  | 36.1                 | 3.4                       | 108                        |
| Мај       | 19.5                      | 3                          | 36                          | 64.1                  | 44                   | 0.1                       | 97.7                       |
| Јун       | 24.2                      | 6.8                        | 39.8                        | 56.1                  | 31.6                 | 1                         | 85.6                       |
| Јул       | 26.5                      | 9.6                        | 42                          | 53.4                  | 25.6                 | 0                         | 78.5                       |
| Август    | 25.8                      | 8.2                        | 38.2                        | 55.7                  | 20.8                 | 0                         | 97.5                       |
| Септембар | 21.8                      | 2.6                        | 36.2                        | 62.2                  | 26.2                 | 0                         | 135                        |
| Октобар   | 16.1                      | -1.4                       | 30                          | 70.1                  | 40.6                 | 0                         | 150.5                      |
| Новембар  | 10.9                      | -6.2                       | 26.6                        | 77.3                  | 57.7                 | 6.4                       | 179.1                      |
| Децембар  | 6.7                       | -9.2                       | 20.6                        | 78                    | 52.9                 | 0.2                       | 153.9                      |

## Становништво
Место је претежно настањено локалним грчким становништвом. Према последњем попису у гарду је живело 2.836 становника.
Кретање броја становника Касандрије од 1940—2011.
| Година          | 1940. | 1951. | 1961. | 1971. | 1981. | 1991. | 2001. | 2011. |
| --------------- | ----- | ----- | ----- | ----- | ----- | ----- | ----- | ----- |
| Број становника | 1.927 | 2.116 | 2.124 | 2.130 | 2.062 | 2.314 | 2.801 | 2.775 |

Град који са околним насељима има 3.166 становника, у летњем периоду постаје велики град од 25.000 становника и представља референтни центар за полуострво Касандра.
Месна заједница Касандрија (3.166 становника)
- Село Касандрија (Κασσανδρεια) (2.801 становника)
- Село Елани (Ελανη) (30 становника)
- Село Сани (Σανη) (66 становника) .
- Село Сивири (Σιβηρη) (267 становника)
- Затвор Ксенофондос (Φυλακες Ξενοφωντος) (2 становника)

## Привреда
Део популације ради у оближњим туристичким центрима, а део се независно или истовремено бави и пољопривредом, посебно сточарством.
Када се крене у обилазак унутрашњости Касандре, уочава се много стада коза и оваца које пасу по околним брежуљцима, местимично обраслим шумом и маслињацима.